# Anna Liminowiczová
Anna Liminowiczová (nepřechýleně Anna Liminowicz; * 1979) je polská fotografka a reportérka.

## Životopis
Vystudovala novinářskou fotografii na Institutu žurnalistiky na Varšavské univerzitě a Polskou školu reportáže. V centru jejích zájmů jsou sociální otázky. Je vítězkou mimo jiné Ocenění Krzysztofa Millera za odvahu dívat se (2018) a Grand Press Photo (2016 a 2014) za dlouhodobý projekt Mezi bloky. Přispívá do The New York Times, NRC, The Globe and Mail, Les Echos Weekend, Welt Am Sonntag. Je členkou organizace Women Photograph.
Žije ve Varšavě.

## Ocenění
Získala následující ocenění a vyznamenání:
- 2018: Cena Krzysztofa Millera, Mezi bloky[3]
- 2017: Grand Press Photo (nominace v kategorii Portrét)
- 2016: Grand Press Photo (druhá cena v kategorii Každodenní život)
- 2014: Grand Press Photo (druhá cena v kategorii Každodenní život)
- 2014: Grand Press Photo (nominace v kategorii Každodenní život)
- 2011: Gdańsk Press Photo (vyznamenání v kategorii Portrét)